# Albano Vercellese
Albano Vercellese là một đô thị ở Province of Vercelli trong vùng Piedmont thuộc Ý, có cự ly khoảng 70 km về phía đông bắc của Torino và khoảng 13 km về phia bắc của Vercelli. Tại thời điểm ngày 31 tháng 12 năm 2004, đô thị này có dân số 330 người và diện tích là 13,8 km².
Albano Vercellese giáp các đô thị: Collobiano, Greggio, Oldenico, San Nazzaro Sesia, và Villarboit.